# Hydrillodes reducta
Hydrillodes reducta là một loài bướm đêm trong họ Noctuidae.